# Slaget vid Öxnebjerg
Slaget vid Öxnebjerg (danska: Slaget ved Øxnebjerg)  skedde den 11 juni 1535 och var en del av grevefejden.
Den 84 m höga backen ligger på Fyn 10 km öster om Assens. Under slagets lopp stred manskap under den danske konungen Kristian III:s härförare Johan Rantzau med Kristofer av Oldenburgs trupper ledda av greven av Hoya och förre ärkebiskopen i Uppsala, dåvarande biskopen i Fyns stift, Gustaf Trolle. Mer än en tredjedel av Kristofers manskap togs till fånga, och hans båda anförare sårades till döds.